# Алтачей
Алтаче́й (бур. Алташа) — улус в Бичурском районе Бурятии. Входит в сельское поселение «Петропавловское».

## География
Улус расположен на левом берегу речки Алтачей (правый приток Хилка) в 5 км к северу от места её впадения в Хилок, в 1 км к северо-востоку от центра сельского поселения — села Петропавловка, и в 14 км севернее районного центра — села Бичура.

## Население
| 2002 | 2010 |
| ---- | ---- |
| 78   | ↘76  |

## Известные люди
В улусе родилась Цыдыпова, Валентина Ешидоржиевна — российская бурятская оперная певица, Народная артистка Республики Бурятия, Заслуженная артистка России, солистка Бурятского академического театра оперы и балета.